# 烤肉季飯莊

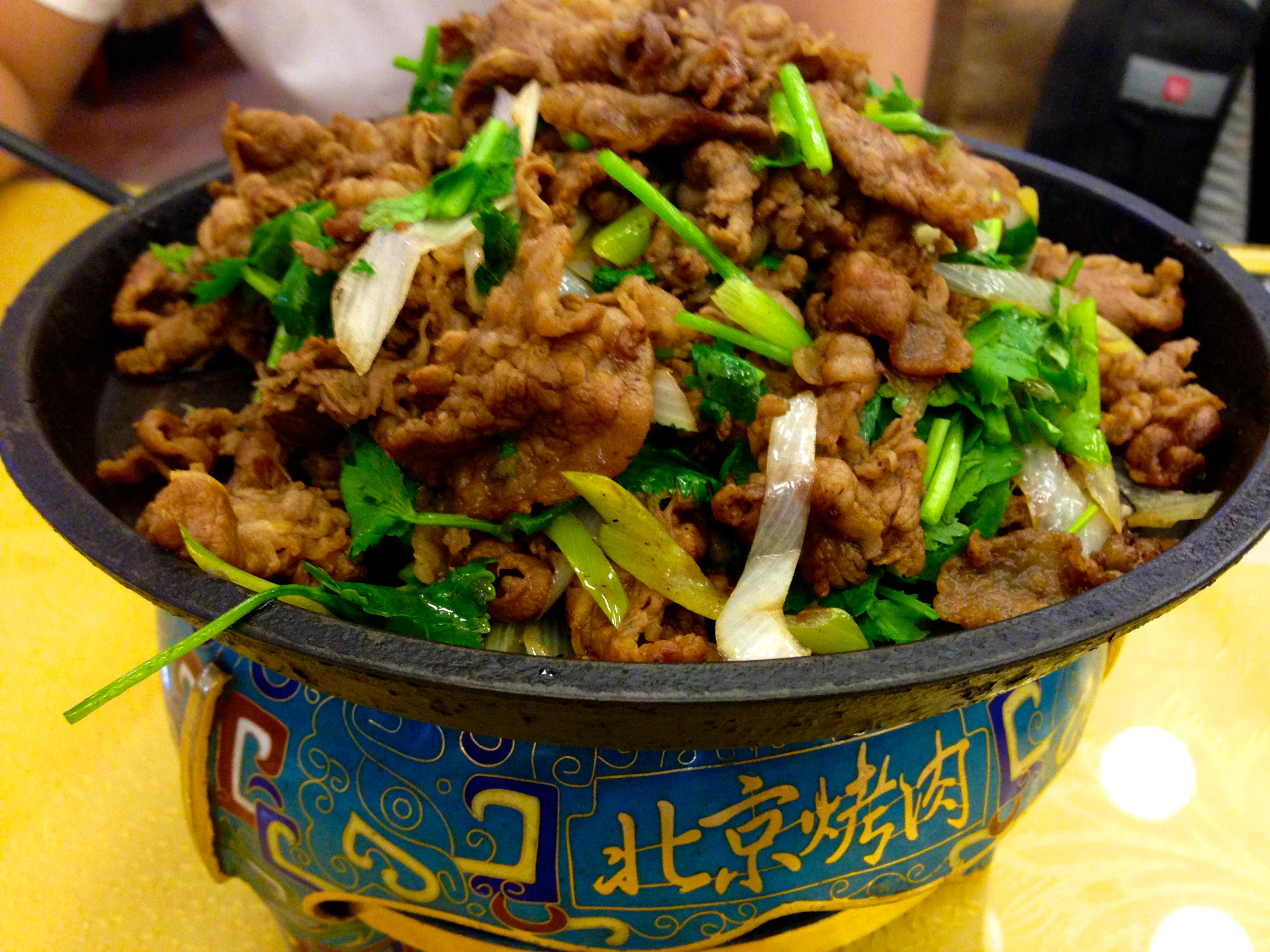
烤肉季的烤肉

烤肉季饭庄，中华老字号，北京市一级清真餐馆。坐落于什刹海的前海北岸，银锭桥畔。创建于1848年，创始人为通县牛堡屯的农民季德彬，故称烤肉季。主营北京烤羊肉，烤牛肉，以烤羊肉最为有名。
传说清咸丰年间，季德彬一开始来什刹海只是摆地摊卖烤羊肉。什刹海周围多王府，王爷们多爱点他烤的羊肉，尤其是摄政王载沣。1927年，季德彬的孙子季阁臣在什刹海东岸开了“潞泉居”，但老顾客还叫它“烤肉季”，沿用至今。清末民初时期，烤肉季同“烤肉宛”、“烤肉王”（已倒闭）称为京城三大烤肉。
1949年后，“烤肉季”得到扩建，目前烤肉手艺已申请为中国国家级非物质文化遗产。